# Stavisky...
 Stavisky... és un pel·lícula francesa dirigida per Alain Resnais, estrenada el 1974 i produïda per Cerito Films de Jean-Paul Belmondo. Ha estat doblada al català.

## Argument
La pel·lícula descriu l'apogeu entre 1930 i 1934 de Serge Alexandre Stavisky.
La història comença en els anys 30, mentre que «Serge Alexandre» (que ja no utilitza el nom de Stavisky) porta un gran tren de vida, i és propietari de diferents negocis (teatre de l'Imperi, conglomerat de premsa, societat predial foceana, joieria). En el mateix període Léon Trotski obté el dret d'instal·lar-se en França, amb la condició de no implicar-se en la política francesa. Tot intentant obtenir un sobreseïment en el procés en relació amb la seva detenció el 1926, Alexandre intenta cobrir els deutes que ha acumulat a poc a poc en les seves operacions financeres, llançant-se a altres operacions encara més sucoses: fundació d'una empresa, de la qual en borsa la posada és garantida per l'Estat mateix, i comercia amb armes per a la república espanyola, via un contacte espanyol nacionalista, Montalvo. Durant aquest temps, l'inspector principal Pierre Bonny prova de posar el seu nas a l'informe Stavisky, afavorint fugues als diaris, o posant trampes als còmplices de l'estafador, sobretot pel crèdit municipal de Baiona. És emmordassat en part per una intervenció de l'inspector principal Boussaud, del qual Alexandre havia estat el «cosí», i que és ara l'intermediari entre la prefectura i Stavisky. Aquest últim està ben protegit, per les seves amistats amb els membres de la majoria radical i amb els de l'oposició nacionalista.
Malgrat accessos de depressió (durant els quals s'interessa pel suïcidi del seu pare i – presumpte – del banquer Alfred Lowenstein), seguit de crisis de megalomania o de paranoia, i els deutes que s'acumulen fins al punt de molestar els seus negocis, Alexandre no escolta gaire els consells dels seus parents. Porta un gran tren de vida, envoltat dels seus amics (Mézy, el seu metge, el baró Raoul, Grammont, el seu advocat, Borelli, el seu home de confiança) i de la seva dona Arlette, cosa que no li impedeix passar nits amb altres dones. Però l'any 1933 s'acaba malament per a Alexandre: mentre espera amb impaciència la posada en marxa dels seus dos projectes fars i, per tant, un retorn de diners que li permetria eixugar tots els seus deutes, esclata el tema dels bons de Baiona: es descobreix que la meitat dels bons són falsos, estafa muntada amb la complicitat del director del crèdit municipal. El vespre de nadal de 1933, Alexandre és doncs buscat i fuig.

## Rebuda
En selecció oficial al Festival de Canes 1974, la pel·lícula és mal acollida pel públic i pels crítics presents. No és distingit en el palmarès més que per un homenatge a Charles Boyer. Jean-Paul Belmondo, igualment coproductor de la pel·lícula, declararà més tard haver viscut molt malament aquesta acollida: 
| « | No volia que la pel·lícula anés a Cannes. Se m'ha persuadit del contrari. Una massacre! Resnais no havia rodat des de feia cinc anys i és l'única vegada en què s'ha fet arrossegar per la merda. (...) Els crítics mai no m'han impedit dormir, excepte sobre Stavisky . Hi ha hagut tal desencadenament. Allà, he dit: “Són verdaderament idiotes”! A Stavisky , em retreien que fos simpàtic. Però coneixeu un estafador antipàtic? Un estafador antipàtic, no estafa ningú ! | » |

La pel·lícula no és un fracàs de públic, ja que va atreure més de 300.000 espectadors a les sales a París i més d'un milió d'espectadors a França, però les seves xifres són molt inferiors a les obtingudes pels èxits precedents de Jean-Paul Belmondo. Aquest últim, en els anys següents, rodarà essencialment pel·lícules més comercials.

## Repartiment
- Jean-Paul Belmondo: Serge Alexandre Stavisky
- François Périer: Albert Borelli
- Anny Duperey: Arlette
- Michael Lonsdale: Doctor Mézy
- Roberto Bisacco: Juan Montalvo de Montalbon
- Claude Rich: Inspector Bonny
- Charles Boyer: el baron Jean Raoul
- Pierre Vernier: Me Pierre Grammont
- Marcel Cuvelier: Inspector Boussaud
- Van Doude: Inspector principal Gardet
- Jacques Spiesser: Michel Grandville
- Michel Beaune: el periodista
- Maurice Jacquemont: Gauthier
- Silvia Badescu: Erna Wolfgang
- Jacques Eyser: Véricourt
- Fernand Guiot: Van Straaten
- Daniel Lecourtois: el president de la comissió d'investigació
- Gérard Depardieu: el jove inventor del Matriscope
- Nike Arrighi: Édith Boréal
- Samson Fainsilber: L'empleat a l'arxiu
- Raymond Girard: El Doctor Pierre
- Gigi Ballista: Gaston Henriet
- Guido Cerniglia: Laloy
- Yves Brainville: M. de la Salle
- Gabriel Cattand: Un diputat a la comissió d'investigació
- Jean Michaud: Houriaux
- Niels Arestrup: Rudolph, el secretari de Trotski
- Yves Peneau: Léon Trotski